# Vidalo$$a
Albums de Dosseh
Yuri
(2016) Summer Crack, Volume 4
(2019)
Vidalo$$a ou Vidalossa est le second album studio du rappeur français Dosseh sorti le 6 juillet 2018.

## Présentation
Second album de Dosseh, venant après la sortie de Yuri en fin d’année 2016, Vidalossa sort le 6 juillet 2018. Portée par des singles tel que Habitué (certifié single de diamant), ou À chaque jour… (certifié single de platine), l’album est aujourd’hui certifié disque de platine par le SNEP,. Ce second opus plus "acerbe et brutal" que le précédent comprend des featuring avec Booba, Lacrim, Vegedream, Kalash, Biss, Ppros et Votourious.
Le 12 avril 2019 sort une réédition de l’album intitulé Vidalo$$a 4.5 (le 4.5 faisant référence à sa ville, Orléans). Elle comprend 9 nouvelles pistes.

## Liste des pistes
| 1.  | Voilà pourquoi                           | Pyroman                         | 2:26 |
| 2.  | Pour vous par nous                       | DST The Danger                  | 3:28 |
| 3.  | MQTB (feat. Booba)                       | DST The Danger                  | 3:50 |
| 4.  | À chaque jour...                         | Le Motif, Josh                  | 3:14 |
| 5.  | Ma keh à moi                             | Stork                           | 4:33 |
| 6.  | Vidalossa                                | SHABZBEATZ, Le Motif            | 3:44 |
| 7.  | VLT (feat. Lacrim)                       | DST The Danger                  | 4:24 |
| 8.  | Sommet                                   | Twinsmatic, Heezy Lee, Le Motif | 3:57 |
| 9.  | Toit du monde                            | Twinsmatic                      | 3:09 |
| 10. | Princes de la ville (feat. Vegedream)    | Joe Rafaa                       | 3:31 |
| 11. | KFC                                      | Twinsmatic                      | 2:35 |
| 12. | Jet privé (feat. Kalash)                 | Pyroman, Le Motif               | 3:25 |
| 13. | Paris en août                            | Notinbed                        | 2:55 |
| 14. | 45 atmo (feat. Biss, Ppros & Votourious) | BBP                             | 4:01 |
| 15. | La rue c'est rasoir                      | BBP                             | 3:56 |
| 16. | Habitué                                  | Heezy Lee, Josh                 | 3:35 |

| 1. | Flux                | Neezy N.E.B.                     | 2:57 |
| 2. | Vrai                | Wav Maker                        | 2:50 |
| 3. | Wesh Side           | BBP                              | 3:12 |
| 4. | Suzanna             | Joe Rafaa                        | 2:54 |
| 5. | Le bruit du silence | Josh                             | 3:05 |
| 6. | Les oiseaux         | Haze                             | 3:02 |
| 7. | Pleure pas          | Heizenberg, Chapo, Unprediktable | 3:57 |
| 8. | Pétasse             | Noxious                          | 2:54 |
| 9. | Boîte à shoes       | BBP                              | 2:50 |

## Clips vidéos
- KFC : 16 février 2018
- Habitué : 8 juin 2018
- VLT (avec Lacrim) : 5 juillet 2018
- MQTB (avec Booba) : 20 juillet 2018
- À chaque jour... : 16 novembre 2018
- Le bruit du silence : 12 avril 2019
- Boîte à shoes : 7 juin 2019

## Certifications
| Région        | Certification | Ventes/Streams |
| ------------- | ------------- | -------------- |
| France (SNEP) | Platine       | 100 000        |